# جورخالی شرقی
جورخالی شرقی (به لاتین: East Jorkhali) یک منطقهٔ مسکونی در بنگلادش است که در ناحیه برگونه واقع شده‌است.